# Argyrophorodes luteivittalis
Argyrophorodes luteivittalis är en fjärilsart som beskrevs av Paul Mabille 1880. Argyrophorodes luteivittalis ingår i släktet Argyrophorodes och familjen Crambidae. Inga underarter finns listade i Catalogue of Life.